# Coop (Italien)
Die Cooperativa di Consumatori, kurz coop, ist eine der größten Einzelhandelsketten in Italien. Sie betreibt Super- und Hypermärkte (ipercoop) sowie den Discounter Dico.

## Geschichte
Die erste Verbraucherkooperative Italiens wurde 1854 in Turin gegründet.
2023 besteht die Coop aus 77 Genossenschaften verschiedener Größen und Ausdehnung. Diese Genossenschaften sind in 18 Regionen Italiens tätig. Die größeren Coop-Märkte sind weitgehend überregional, wohingegen die kleinen Filialen regional organisiert sind. Obwohl die einzelnen Gesellschaften rechtlich und verwaltungstechnisch unabhängig sind, unterstehen sie der Hauptorganisation Coop Italia. Italienweit gibt es 1.131 Filialen, darunter 101 Ipercoop-Märkte.
Coop ist einer der größten Anbieter unter den italienischen Einzelhandelsketten: 2006 wurde ein Marktanteil von 17,9 % und ein Umsatz von 11,8 Milliarden Euro erreicht.
Seit Oktober 2014 ist Coop Italia Mitglied der Coopernic, einer Einkaufsgemeinschaft europäischer Handelsketten.
Neben Lebensmitteln, Non-Food-Artikeln, Medikamenten und Büchern bietet die Coop-Gruppe an verschiedenen Standorten auch Reisen, Heimwerkerbedarf, Bankgeschäfte und Mobilfunkverträge an.

## Organisation
Supermärkte der coop-Gruppe lassen sich in vier Kategorien einteilen:
- kleine Supermärkte (sog. superette, bis 1.000 m²) führen nur ein begrenztes Angebot an Lebensmitteln und sind meist in Stadtzentren zu finden. Sie fungieren unter der Bezeichnung InCoop.
- mittlere Supermärkte (bis 2.000–2.500 m²) führen ein breiteres Sortiment an Lebensmitteln.
- große Supermärkte oder Superstores (bis 3.000–3.500 m²) führen ein breites Sortiment an Lebensmitteln und auch eine kleine Menge an Gegenständen des täglichen Gebrauchs.
- Hypermärkte (4.000–15.000 m²) führen ein sehr breit gefächertes Sortiment an Lebensmitteln, Genussgütern und Gegenständen des täglichen Gebrauchs sowie Elektro- und Technikabteilungen, in Einzelfällen auch Optiker und Apotheken. Sie fungieren unter der Bezeichnung ipercoop

Die neun großen Handelsgenossenschaften gliedern sich wie folgt:
- Gebiet Nordwest
  - Novacoop (Provinzen Turin, Biella, Vercelli, Novara, Verbania, Varese, Mailand, Cuneo, Asti, Alessandria)
  - Coop Liguria (Provinzen Genova, Savona, La Spezia, Imperia, Alessandria, Cuneo)
  - Coop Lombardia (Provinzen Varese, Como, Mailand, Lodi, Pavia, Cremona, Brescia)
- Gebiet Adria
  - Coop Consumatori Nordest (Provinzen Piacenza, Parma, Reggio Emilia, Mantova, Brescia, Venedig, Treviso, Rovigo, Pordenone, Udine, Gorizia, Triest)
  - Coop Estense (Provinzen Modena, Ferrara, Foggia, Bari, Taranto, Lecce)
  - Coop Adriatica (Provinzen Belluno, Vicenza, Padua, Venezia, Treviso, Rovigo, Bologna, Ferrara, Ravenna, Forlì-Cesena, Rimini, Pesaro-Urbino, Ancona, Macerata, Ascoli Piceno, Chieti, Caorle)
- Gebiet Tyrrhenien
  - Unicoop Firenze (Provinzen Lucca, Pisa, Pistoia, Prato, Florenz, Arezzo, Siena)
  - Unicoop Tirreno (Provinzen Massa-Carrara, Lucca, Livorno, Grosseto, Siena, Terni, Rieti, Viterbo, Rom, Latina, Frosinone, Caserta, Napoli, Salerno, Avellino e Benevento)
  - Coop Centro Italia (Provinzen Arezzo, Siena, Perugia, Terni, Rieti, L’Aquila)

## Handelsmarken

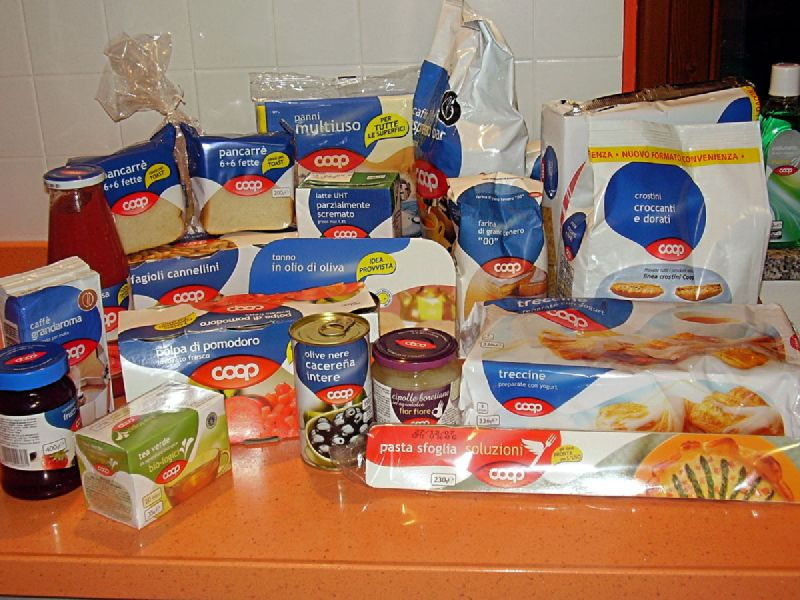
Produkte der Handelsmarke Coop im Jahr 2007

Coop bietet mehrere Handelsmarken an, darunter:
- Assieme (Eigenschreibweise: ASSIEME): Weine
- Bene Sí (Eigenschreibweise: Bene.sì): Lebensmittel für Menschen mit speziellen Ernährungsbedürfnissen
- Casa Coop (Eigenschreibweise: Casa coop): Reinigungsmittel
- Chiringuito (Eigenschreibweise: CHI RIN GUITO): Körperpflege-Produkte mit Sommerdüften
- Coop (Eigenschreibweise: coop): Lebensmittel, Drogerie- und Non-Food-Artikel (Discountmarke)
- Coop Amici Speciali (Eigenschreibweise: coop AMICI SPECIALI): Produkte für Haustiere
- Cosmecos (Eigenschreibweise: cos me cos): Kosmetik-Produkte
- Crescendo: Artikel für Baby und Kleinkinder
- D'Osa Coop (Eigenschreibweise: d'Osa coop): Backmischungen für Desserts und Backwaren
- Fiorfiore (Eigenschreibweise: fiorfiore): Exquisite Lebensmittel aus Italien und anderen Ländern
- Io Coop (Eigenschreibweise: io coop): Körperpflege-Produkte
- Origine: Lebensmittel mit vollständiger Lieferkettennachvollziehbarkeit
- Solidal: Fair gehandelte Produkte
- Vivi Verde (Eigenschreibweise: ViVi verde): Bio-Lebensmittel und ökologische sowie nachhaltige Produkte